# Lubomir Ulrich
Lubomir Ulrich (1º febbraio 1989) è un calciatore slovacco, attaccante dello Spartak Myjava.